# Piero De Bernardi
Piero De Bernardi (ur. 12 kwietnia 1926 we Prato, zm. 8 stycznia 2010 w Mediolanie) – włoski scenarzysta.
Ojciec aktorki Isabelli De Bernardi.

## Kariera filmowa
Debiutował jako scenarzysta w 1953, pisząc z Gianem Paolem Callegarim scenariusz do filmu przygodowego Il tesoro del Bengala w reżyserii Gianniego Vernucciego. Następnie współpracował z Leonardo Benvenutim, tworząc scenariusze filmów komediowych. Współpracował z takimi filmowcami, jak: Vittorio De Sica, Pietro Germi, Mauro Bolognini, Nanni Loy, Alberto Sordi, Sergio Leone, Carlo Verdone. Jego twórczość została uhonorowana trzema nagrodami „David di Donatello” oraz ośmioma „Nastro d’argento”.

## Wybrana filmografia
De Bernardi pisał scenariusze do komedii, ale nie tylko.
- 1953: Il tesoro del Bengala
- 1954: I misteri della giungla nera
- 1955: Młodzi przyjaciele (Amici per la pelle)
- 1955: Dziewczęta z Florencji (Le Ragazze di San Frediano)
- 1956: Siostra Letycja (Suor Letizia)
- 1957: Człowiek ze słomy (L'Uomo di paglia)
- 1958: Pierwsza miłość (Primo amore)
- 1960: Dziewczyna z walizką (La Ragazza con la valigia)
- 1961: Co za radość żyć (Che gioia vivere)
- 1963: Wzburzone morze (Mare matto)
- 1964: Małżeństwo po włosku (Matrimonio all'italiana)
- 1965: Towarzysz Don Camillo (Il compagno Don Camillo)
- 1966: Zbrodnia prawie doskonała (Delitto quasi perfetto)
- 1968: As wywiadu (Italian Secret Service)
- 1970: Kasztany miłości (Le Castagne sono buone)
- 1972: Don Camillo i dzisiejsza młodzież (Don Camillo e i giovani d'oggi)
- 1975: Moi przyjaciele (Amici miei)
- 1975: Fantozzi
- 1976: Drugi tragiczny film o Fantozzim (Il secondo tragico Fantozzi)
- 1977: Komnata biskupa (La stanza del vescovo)
- 1980: Zabawa jest cudowna (Un sacco bello)
- 1983: Pechowiec Fantozzi (Fantozzi subisce ancora)
- 1984: Dawno temu w Ameryce (Once Upon a Time in America)
- 1986: Miejmy nadzieję, że to będzie córka (Speriamo che sia femmina)
- 1988: Fantozzi idzie na emeryturę (Fantozzi va in pensione)
- 1989: Ekscentryczny wujek (Lo zio indegno)
- 1990: Wieczór u Alicji (Stasera a casa di Alice)
- 1992: Ricky i Barabba (Ricky e Barabba)
- 1993: Fantozzi in paradiso
- 1994: Bohaterowie (I mitici)
- 1995: Zabawmy się w raj (Facciamo paradiso)
- 2000: Wielka wygrana (Come quando fuori piove)
- 2003: To nie nasza wina (Ma che colpa abbiamo noi)
- 2013: Głupich nie sieją (A Farewell to Fools)